# Ptenidium
Ptenidium ist eine Gattung der Käfer aus der Familie der Zwergkäfer (Ptiliidae) innerhalb der Unterfamilie Ptiliinae. Sie kommt in Europa mit 20 Arten vor, in Mitteleuropa sind davon 13 Arten verbreitet.

## Merkmale
Die Käfer haben einen länglichovalen, stark glänzenden Körper, dessen Oberfläche nicht chagriniert ist. Der Halsschild ist unterschiedlich ausgebildet, die Basis ist gerade, davor treten häufig Punktgrübchen auf. Die Deckflügel sind eiförmig und haben ihre breiteste Stelle in der Mitte. Ihre Spitzen laufen zu einer gemeinsamen Rundung zu. Die Deckflügel sind meist heller braun, Kopf und Halsschild sind meistens dunkler bis schwarz gefärbt.

## Vorkommen und Lebensweise
Die Tiere leben an faulenden Pflanzenmaterial und in Mist. einige Arten leben myrmekophil mit Ameisen. 

## Arten (Europa)
- Ptenidium insulare Flach, 1889
- Ptenidium matthewsi Flach, 1889
- Ptenidium nitidum (Heer, 1841)
- Ptenidium reitteri Flach, 1887
- Ptenidium gressneri Erichson, 1845
- Ptenidium laevigatum Erichson, 1845
- Ptenidium laevipenne Abeille, 1904
- Ptenidium ponteleccianum Strassen, 1955
- Ptenidium turgidum Thomson, 1855
- Ptenidium formicetorum (Kraatz, 1851)
- Ptenidium fuscicorne Erichson, 1845
- Ptenidium heydeni Flach, 1887
- Ptenidium longicorne Fuss, 1868
- Ptenidium penzigi Flach, 1889
- Ptenidium punctatum (Gyllenhal, 1827)
- Ptenidium pusillum (Gyllenhal, 1808)
- Ptenidium sahlbergi Ericson, 1903
- Ptenidium brenskei Flach, 1887
- Ptenidium intermedium Wankowicz, 1869
- Ptenidium coecum Joseph, 1882